# Нова кухня

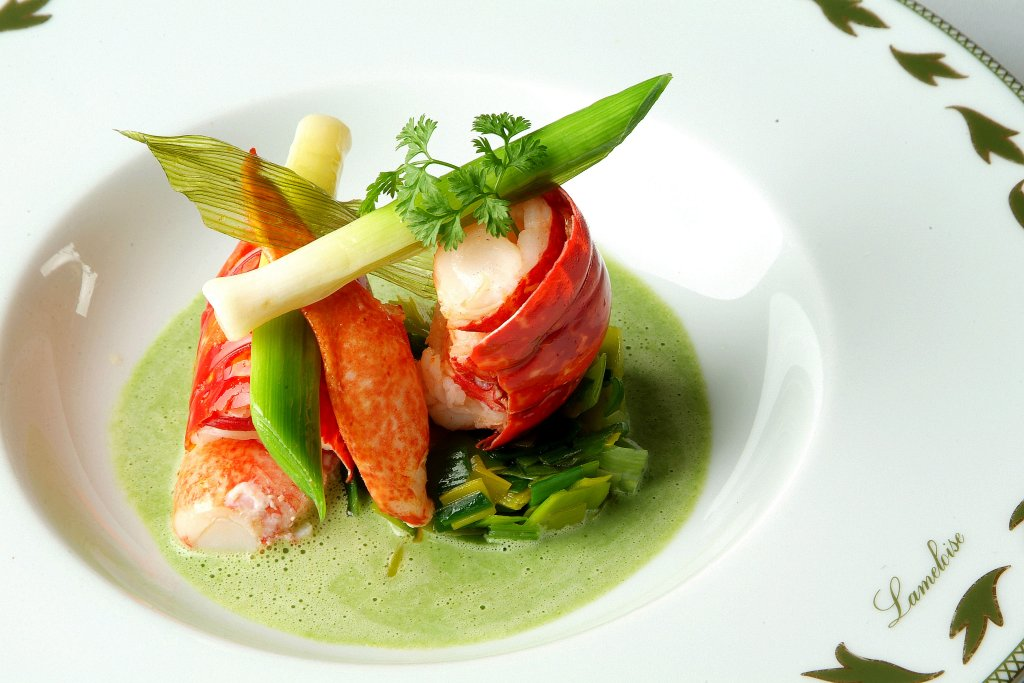
Приклад презентації Нової кухні

Нова кухня (фр. nouvelle cuisine фр.: [nuvɛl kɥizin]) — підхід до приготування та презентації їжі у французькій кухні. На відміну від старих стандартів високої кухні, «нова кухня» відрізняється легшими, ніжнішими стравами, комбінацією гарнірів та підвищеним акцентом на презентацію. Кухня була популяризована у 1960-их роках кулінарним критиком Анрі Го який винайшов це поняття, та його колегами Андре Гайо та Крістіаном Мійо.

## Історія

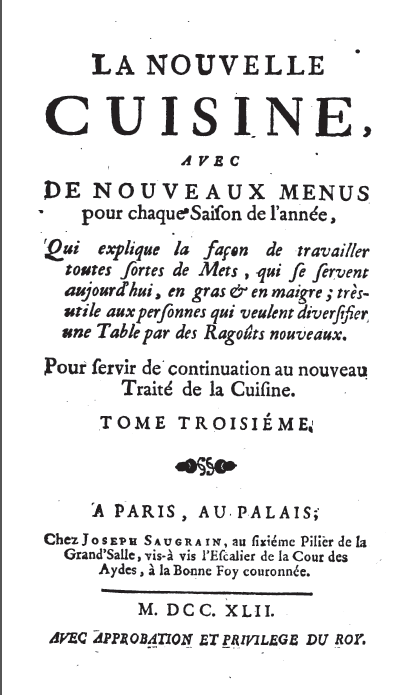
Менон, «La Nouvelle» (1742)

Термін «нова кухня» кілька разів вживався в історії французької кухні, щоб окреслити розрив між сучасним і минулим.
До 1960-х років у Франції домінувала традиційна кухня з незмінним набором страв і технологій приготування, відома як «висока кухня». Піонером нового напряму приготування їжі став кухар Фернан Пуан, який заохочував своїх учнів до сміливих експериментів. Творцями нової кухні вважаються послідовники Пуана: Поль Бокюз, Андре Гайо, Крістіан Мійо та Анрі Го.  
У 1730-ті та 1740-ві роки французи наголошували на зміні тогочасних традицій, називаючи свою кулінарію «модерною» або «новою». Вінсент Ла Шапель опублікував свою роботу «Cuisinier moderne» у 1733—1735 роках.
1739 року вийшли перші томи Nouveau traité de la cuisine. І саме в 1742 році автор Менон запровадив термін «нова кухня» як назву третього тому Nouveau traité.
У 1880-их та 1890-их роках кулінарна майстерність Жоржа Огюста Ескоф'є також описувалася цим терміном.

## «Формула»

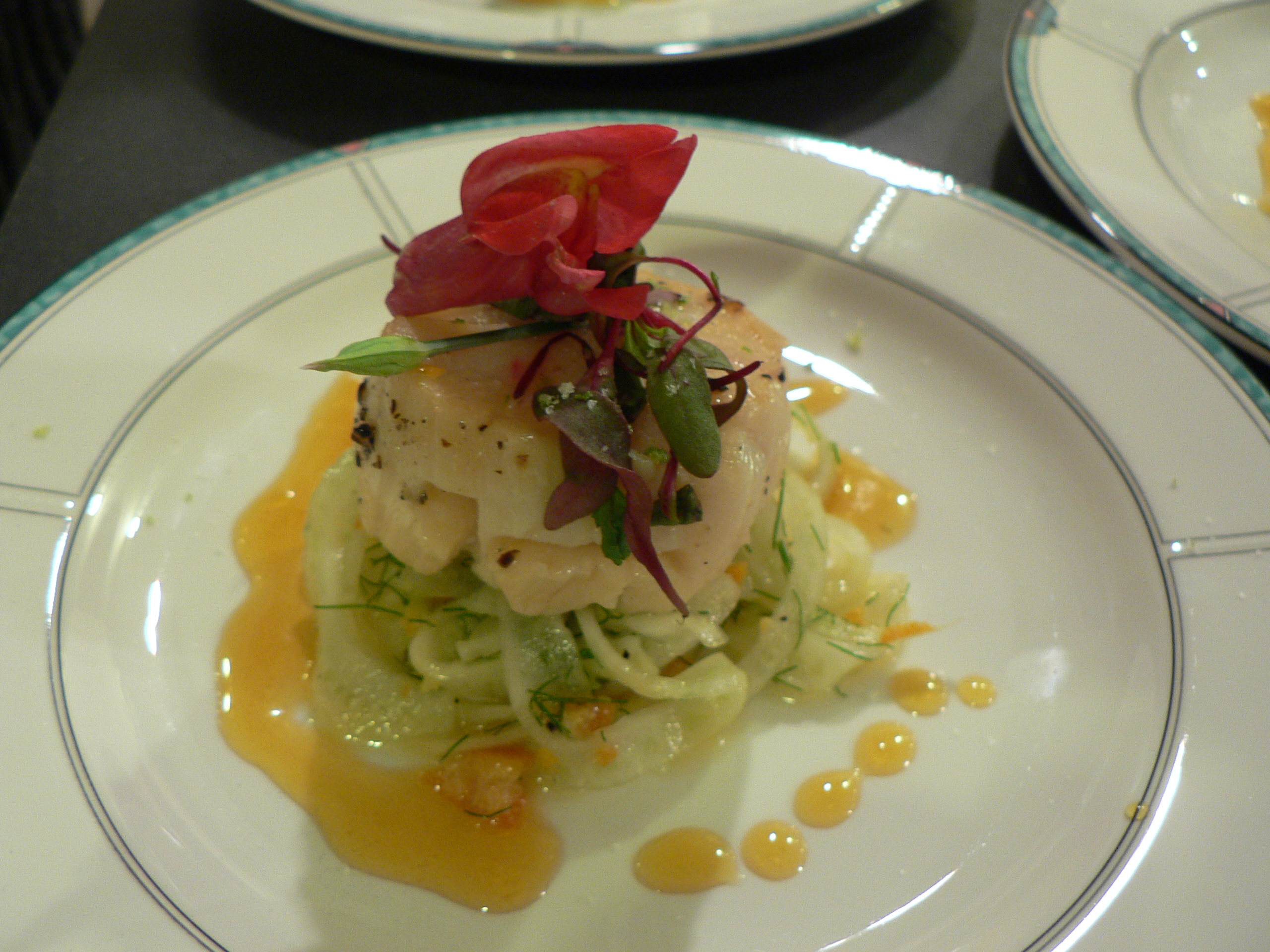
Мандариновий гастрик з гребінцем

Го і Мійо «відкрили формулу», що характеризує нову кухню за певними ознаками:
- Відмова від надмірних ускладнень у приготуванні їжі.
- Час приготування риби, морепродуктів, птиці, дичини, телятини, зелених овочів та паштетів було значно скорочено, намагаючись зберегти природні аромати.
- Страви нової кухні виготовлені з найсвіжіших інгредієнтів.
- Великі за обсягом меню були замінені коротким переліком страв.
- Перестали використовувати міцні маринади для м'яса та дичини.
- Важкі соуси, такі як еспаньол та бешамель, були замінені приправами зі свіжих трав, якісного масла, лимонного соку та оцту.
- Були започатковані нові методи приготування страв, часто використовувалося сучасне обладнання.
- Шеф-кухарі приділяли пильну увагу харчовим потребам гостей
- Шеф-кухарі були надзвичайно винахідливими та створювали нові кулінарні комбінації та поєднання смаків.[4]

## Критика
«Нова кухня» фактично з моменту своєї появи зазнали критики з різних напрямків. Відомий американський кулінарний критик Джулія Чайлд засуджувала занадто нетривалу термічну обробку м'яса та овочів, що, на її думку, позбавляло страви звичного смаку. Багато критиків також вказували на неузгодженість в рецептурі та відсутність єдиного стилю в напрямку. Французький кухар Андре Даген, коментуючи «нову кухню», відзначав, що «всі про неї говорять, але ніхто не знає, що воно таке».
Критика «нової кухні» була спрямована також проти невеликих порцій і надто високих цін. Водночас незважаючи на хвилю непорозуміння, саме «нова кухня» встановила сучасні тенденції у світовій кулінарії. Прихильники цього напрямку відзначають позитивний вплив «нової кухні» на здоров'я, а також на свіжість і оригінальність смаків.